# Пфедельбах
Пфедельбах (нім. Pfedelbach) — громада в Німеччині, знаходиться в землі Баден-Вюртемберг. Підпорядковується адміністративному округу Штутгарт. Входить до складу району Гоенлое.
Площа — 41,28 км2. Населення становить 9178 ос. (станом на 31 грудня 2020).